# Вос, Марианна
Марианна Вос (нидерл. Marianne Vos; род. 13 мая 1987, Хертогенбос) — нидерландская велогонщица, двукратная олимпийская чемпионка, многократная чемпионка мира и Европы. Добилась побед на высшем уровне в велокроссе, шоссейных гонках и гонках на треке.

## Карьера

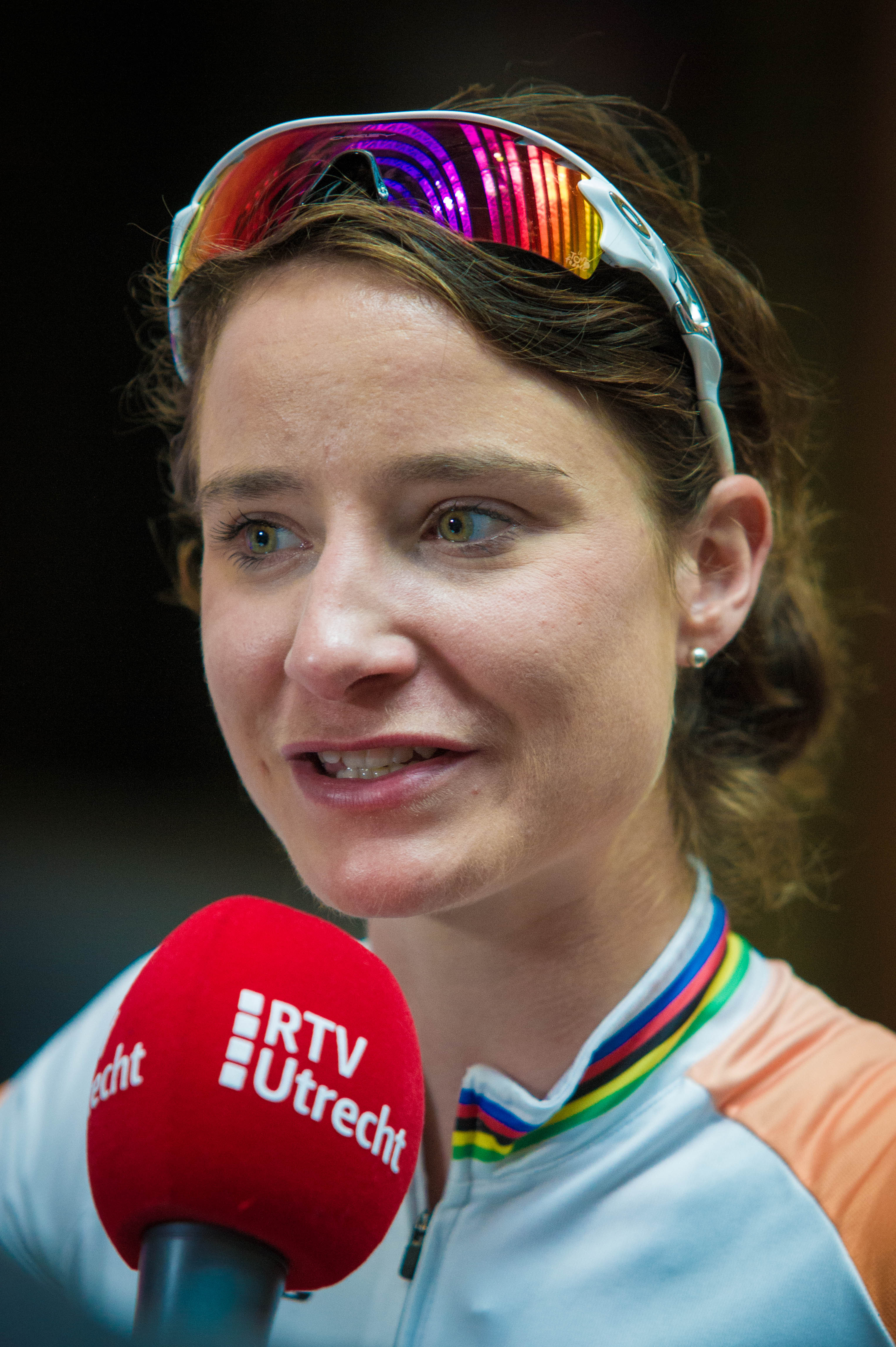
2015 год

В 6 лет Вос начала заниматься шоссейным велоспортом, через 2 года стала участвовать в гонках. Затем она также стала заниматься велокроссом, а ещё позже — маунтинбайкомом. Марианна не раз поднималась на подиум юниорских гонок, сначала достигая основных успехов в велокроссе. В 2004 году она выиграла чемпионат мира среди юниорок в групповой гонке, в следующем сезоне стала чемпионкой Нидерландов в этой же дисциплине и в маунтинбайке. В 2006 году Вос подписала контракт с Rabobank Women, и в дебютном же сезоне добилась впечатляющих результатов: выиграла взрослые чемпионаты мира в групповой гонке и велокроссе. Тогда же она впервые стала победительницей чемпионата Нидерландов в групповой гонке, что ей также удавалось делать в 2009—2011 годах. В 2007 году Вос была наиболее успешной спортсменкой, выиграв Кубок мира. За 6 лет она четырежды первенствовала в этом рейтинге. Весной Марианна выиграла свою первую классическую велогонку, женскую Флеш Валонь, что позже удавалось ей не раз. В том же сезоне она впервые завоевала серебряную медаль чемпионата мира в групповой гонке, что положило начало уникальной серии: 5 вторых мест подряд в этой гонке.
В марте 2008 года Вос выиграла гонку по очкам на чемпионате мира. На Пекинской Олимпиаде она снова выиграла эту гонку (за счёт круга дистанционного преимущества), в то время как на шоссе стала только 6-й. В 2009 году Марианна во второй раз стала чемпионкой мира в велокроссе, и с того момента удерживает титул. В 2011 году, когда единственным женским Гранд Туром осталась Джиро д’Италия, Вос выиграла эту гонку. Годом позже она повторила этот успех, причём снова выиграла 5 этапов.
На Олимпийских играх 2012 года нидерландка выиграла групповую гонку, одолев спринте из отрыва Лиззи Армитстед и Ольгу Забелинскую. Через 2 месяца Вос завершила печальную для неё серию, во второй раз став чемпионкой мира на шоссе. В 2013 году Вос вновь победила в групповой гонке на чемпионате мира, опередив серебряного призёра на 15 секунд. Таким образом, Марианне стала призёром в групповой гонке на 8-м чемпионате мира подряд (3 золотые и 5 серебряных). Также на чемпионате мира 2013 года стала серебряным призёром в командной в гонке в составе нидерландской команды Rabobank-Liv Giant.

## Достижения
- Олимпийская чемпионка в гонке по очкам (2008) и групповой гонке (2012)
- Победительница (2006, 2012, 2013) и серебряный призёр (2007, 2008, 2009, 2010, 2010) чемпионатов мира по шоссейному велоспорту в групповой гонке
- Чемпионка мира по трековому велоспорту в гонке по очкам (2008) и скрэтче (2011)
- Победительница (2006, 2009, 2010, 2011, 2012, 2013, 2014, 2022) и серебряный призёр (2008) чемпионата мира во велокроссу
- Победительница (2007, 2009, 2010, 2012), второй (2011) и третий (2008) призёр Кубка мира
- Победительница общего зачёта (2011, 2012) и 13 этапов (2007, 2010—2012) Джиро д’Италия
- Чемпионка Нидерландов в групповой гонке (2006, 2008, 2009, 2011)
- Чемпионка Нидерландов в индивидуальной гонке (2010, 2011)
- Чемпионка Нидерландов по велокроссу (2011, 2012, 2013, 2014, 2015, 2017, 2022)
- Победительница Флеш Валонь (2007, 2008, 2009, 2011, 2013)
- Победительница Тур Фландрии (2013)
- Победительница Амстел Голд Рейс (2021, 2024)
- Победительница Гент — Вевельгем (2021)
- Победительница Гран-при Плуэ (2012)
- Спортсменка года в Нидерландах (2008, 2009)

### Статистика выступления наГранд-турах
| Гонка / Год          | 2007           | 2008           | 2009           | 2010           | 2011           | 2012           | 2013           | 2014           | 2015           | 2016           | 2017           | 2018           | 2019           | 2020           | 2021           | 2022           | 2023           | 2024           |
| -------------------- | -------------- | -------------- | -------------- | -------------- | -------------- | -------------- | -------------- | -------------- | -------------- | -------------- | -------------- | -------------- | -------------- | -------------- | -------------- | -------------- | -------------- | -------------- |
| Гранд Букль феминин  | —              | —              | 3              | не проводилась | не проводилась | не проводилась | не проводилась | не проводилась | не проводилась | не проводилась | не проводилась | не проводилась | не проводилась | не проводилась | не проводилась | не проводилась | не проводилась | не проводилась |
| Рут де Франс феминин | —              | —              | —              | 7              | —              | —              | —              | —              | —              | —              | не проводилась | не проводилась | не проводилась | не проводилась | не проводилась | не проводилась | не проводилась | не проводилась |
| Тур де л'Од феминин  | 6              | —              | 3              | 8              | не проводилась | не проводилась | не проводилась | не проводилась | не проводилась | не проводилась | не проводилась | не проводилась | не проводилась | не проводилась | не проводилась | не проводилась | не проводилась | не проводилась |
| Джиро д’Италия Донне | 12             | —              | —              | 7              | 1              | 1              | 6              | 1              | —              | —              | —              | DNF            | 20             | 11             | DNF            | DNF            | 48             | —              |
| Тур де Франс Фамм    | не проводилась | не проводилась | не проводилась | не проводилась | не проводилась | не проводилась | не проводилась | не проводилась | не проводилась | не проводилась | не проводилась | не проводилась | не проводилась | не проводилась | не проводилась | 26             | DNF            | —              |
| Ла Вуэльта Фамм      | не проводилась | не проводилась | не проводилась | не проводилась | не проводилась | не проводилась | не проводилась | не проводилась | не проводилась | не проводилась | не проводилась | не проводилась | не проводилась | —              | —              | —              | 26             | DNF            |

### Рейтинги
| Год                 | 2006 | 2007 | 2008 | 2009 | 2010 | 2011 | 2012 | 2013 | 2014 | 2015  | 2016 | 2017 | 2018 | 2019 | 2020 | 2021 | 2022 | 2023 | 2024 |
| ------------------- | ---- | ---- | ---- | ---- | ---- | ---- | ---- | ---- | ---- | ----- | ---- | ---- | ---- | ---- | ---- | ---- | ---- | ---- | ---- |
| Мировой рейтинг UCI | 2-й  | 1-й  | 1-й  | 1-й  | 1-й  | 1-й  | 1-й  | 2-й  | 1-й  | 155-й | 4-й  | 3-й  | 3-й  | 2-й  | 6-й  | 3-й  | 24-й | 52-й | 5-й  |
| Мировой кубок UCI   | 57-й | 1-й  | 3-й  | 1-й  | 1-й  | 2-й  | 1-й  | 1-й  | 3-й  | -     |      |      |      |      |      |      |      |      |      |
| Мировой тур UCI     |      |      |      |      |      |      |      |      |      |       | 10-й | 11-й | 2-й  | 1-й  | 6-й  | 4-й  | 17-й | 43-й | 7-й  |
|                     |      |      |      |      |      |      |      |      |      |       |      |      |      |      |      |      |      |      |      |
| Источник: UCI       |      |      |      |      |      |      |      |      |      |       |      |      |      |      |      |      |      |      |      |